# Kappenblaurabe

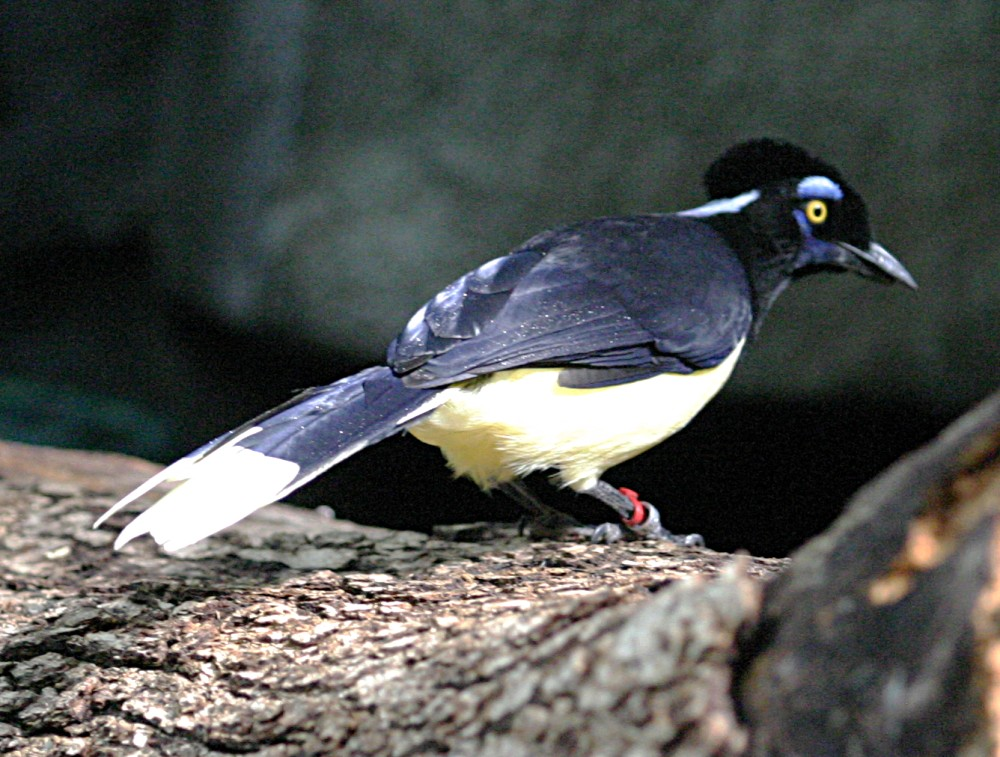
Kappenblaurabe

Der Kappenblaurabe (Cyanocorax chrysops) ist ein Blaurabe aus der Familie der Rabenvögel (Corvidae). Er lebt im mittleren Südamerika.

## Beschreibung
Der Kappenblaurabe erreicht eine Körperlänge von 36 cm. Der Kopf trägt eine Haube aus kurzen aufrecht stehenden Federn, die dem Vogel seinen deutschsprachigen Namen gibt. Sein Oberkopf, die Kehle und die obere Brust sind schwarz. Der Nacken und der hintere Oberkopf ist weißlich-blau, die Färbung geht am hinteren Nacken in ein dunkles violett über. Oberhalb und unter dem Auge befindet sich ein violett-blauer oder grünlich-blauer Fleck, der Fleck unter dem Auge verbindet sich mit dem violetten Wangenstreif.
Die Oberseite und die Flügel sind dunkel blauviolett, der Bauch ist cremefarben. Der moderat lange Schwanz ist an der Spitze leicht abgestuft, über das terminale Ende der Schwanzfedern verläuft ein breites blass gelbes bis weißliches Band.
Der Schnabel und die Füße sind schwärzlich, die Iris ist zitronengelb oder blassgelb.
Der Weißnacken-Blaurabe (Cyanocorax cyanopogon) ist sehr ähnlich, hat jedoch einen rein weißen Nacken.

## Verbreitung und Lebensraum

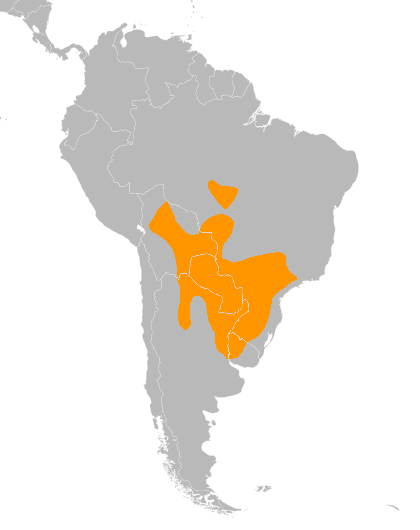
Verbreitungsgebiet basierend auf Daten der IUCN

Sein Verbreitungsgebiet erstreckt sich über das südwestliche Brasilien nach Bolivien, Paraguay und Uruguay sowie ins nördliche Argentinien. In den Anden Boliviens ist er lokal bis in Höhen von 2800 Metern anzutreffen, meist lebt er aber unterhalb von 1500 Metern.
Der Kappenblaurabe lebt in offenen Waldgebieten und in niedrigen, dichten Buschlandschaften, in Waldinseln der Pampa, in Primär- und Sekundärwald. Zur Nahrungssuche begibt er sich auch in angrenzende Plantagen und landwirtschaftliche Gebiete. Offene Gebiete überfliegt er in der Regel nicht.

## Lebensweise
Das Brutgeschäft ist nur wenig erforscht. Berichten zufolge befinden sich die Nester in einer Höhe von 4 bis 6 Metern in Bäumen. Das Gelege besteht in Paraguay aus 2 bis 4, in Brasilien aus 6 bis 7 variabel gefärbten Eiern. In Paraguay sind die Eier vom frühen Oktober bis zum frühen Dezember zu finden.

### Ernährung
Kappenblauraben gehen nicht selten in Gruppen von zehn bis zwölf Individuen auf Nahrungssuche, sie werden dabei dort, wo sich das Verbreitungsgebiet überschneidet, oft von den verwandten Purpurblauraben (Cyanocorax cyanomelas) begleitet.
Kappenblauraben sind Allesfresser. Sie ernähren sich sowohl von Sämereien, Früchten und Beeren, Körnern aller Art, Nüssen und anderen Waldfrüchten als auch von Insekten und deren Larven, kleineren Wirbeltieren, Vogeleiern und Nestlingen. Gelegentlich wird auch Aas verzehrt. Seine Nahrung findet der Kappenblaurabe sowohl auf dem Waldboden als auch im Geäst der Bäume. Dabei ist er in den Bäumen zumeist in den unteren Schichten unterwegs. Kappenblauraben gelten als räuberisch. Ihre Spezialität ist das Ausrauben von Nestern anderer Vögel.

## Unterarten
Vier Unterarten werden bisher unterschieden:
- Cyanocorax chrysops diesingii Pelzeln, 1856[6] – Diese Unterart kommt in Brasilien vom äußersten Osten des Bundesstaates Amazonas (rechts des Rio Madeira) bis zum Unterlauf des Rio Tapajós südlich des Amazonas im Westen des Bundesstaates Pará vor.
- Cyanocorax chrysops insperatus Pinto & Camargo, 1961[7] – Das Vorkommen dieser Unterart ist in Brasilien auf die Serra do Cachimbo im Südwesten des Bundesstaates Pará am Unterlauf des Rio Tapajós beschränkt.
- Cyanocorax chrysops chrysops (Vieillot, 1818)[8] – Die Nominatform kommt im Norden, Osten und Südosten Boliviens vor (in den Departamentos Beni, Cochabamba, Santa Cruz, Chuquisaca und Tarija), ebenso im angrenzenden Südosten Brasiliens (von den Bundesstaaten Mato Grosso do Sul und São Paulo südlich bis Rio Grande do Sul), in Paraguay und im Nordwesten Uruguays sowie im nordöstlichen Argentinien (südlich bis in die Provinz Chaco und in die Provinz Entre Ríos).
- Cyanocorax chrysops tucumanus Cabanis, 1883[9] – Diese Unterart ist in Argentinien beheimatet und lebt in den Provinzen Salta, Tucumán, Catamarca und La Rioja.

## Etymologie und Forschungsgeschichte
Die Erstbeschreibung des Kappenblauraben erfolgte 1818 durch Louis Pierre Vieillot unter dem wissenschaftlichen Namen Pica chrysops. Die Beschreibung bezog sich auf Urraca del acahé von Félix de Azara. 1826 führte Friedrich Boie die neue Gattung Cyanocorax für den Kappenblaurabe (Cyanocorax chrysops) (Synonym Corvus pileatus Temminck, 1821) ein. Dieses Wort leitet sich vom griechischen »cyanos κυανος« für »dunkel blau« und »corax, coracos κοραξ, κορακος« für »Rabe, Krähe« ab. Der Artname »chrysops« ist ein Wortgebilde aus »chrysos χρυσος« für »gold« und »ōps, ōpos ωψ, ωπος« für »Gesicht«. »Diesingii« ist Karl Moriz Diesing (1800–1867) gewidmet. Tucumanus bezieht sich auf die Provinz Tucumán. Insperatus hat seinen Ursprung in lateinisch in- ‚nicht‘ und lateinisch speratus, sperare ‚erwartet, erwarten‘. Alfred Laubmann sah in seinem Werk Die Vögel von Paraguay in C. c. tucumanus kaum einen Unterschied zur Nominatform und bezweifelte seine Gültigkeit als Unterart. Die Art selbst sah er für ganz Paraguay als nicht besonders selten an. Cyanocorax chrysops interpositus Pinto, 1958 wird heute als Hybride wischen Kappenblaurabe und Weißnacken-Blaurabe (Cyanocorax cyanopogon (Wied-Neuwied, 1821)) betrachtet.